# Mariano Landero
Mariano José Landero Martínez (ur. 27 grudnia 1990 w Cancún) – meksykański piłkarz występujący na pozycji napastnika.

## Kariera klubowa
Landero zaczynał grać w piłkę nożną, mając trzynaście lat. Kilka lat później dołączył do szkółki młodzieżowej o nazwie CAR Cracks del Futuro ze swojego rodzinnego Cancún. Przez rok występował w czwartoligowych i trzecioligowych rezerwach klubu Monarcas Morelia, następnie spędził kilka miesięcy w drugoligowym Altamira FC, po czym powrócił do Cracks del Futuro. Był bliski transferu do trzecioligowego Murciélagos FC. We wrześniu 2011 wyjechał do Urugwaju, gdzie na zasadzie wypożyczenia został zawodnikiem trzecioligowego CA Torque. W sezonie 2011/2012 wywalczył z nim awans do drugiej ligi. Jedynego gola w urugwajskiej Segunda División strzelił 24 listopada 2012 w spotkaniu z Rochą (1:4). Przez pierwsze lata kariery występował na pozycji prawego skrzydłowego.
W styczniu 2013 Landero powrócił do Meksyku i został zawodnikiem drugoligowego Correcaminos UAT. Tam został przekwalifikowany przez trenera Joaquína del Olmo na pozycję napastnika. Bez powodzenia występował jednak wyłącznie w trzecioligowych rezerwach, a po pół roku klub zdecydował się nie przedłużać z nim kontraktu. Bezpośrednio po tym Landero osiadł w rodzinnym Cancún. Przez kolejne miesiące występował w lokalnej amatorskiej lidze w drużynie Gran Caribe Real (2013) i był asystentem trenera Javiera Hermenegildo w czwartoligowym Atlético San Miguel (2014). Na pół roku powrócił do profesjonalnego futbolu jako zawodnik trzecioligowego Pioneros de Cancún, a później ponownie pracował jako asystent w sztabie Hermenegildo, tym razem w czwartoligowym Héroes de Zaci (2015–2017). Grał w zespole Real Cancún (2018), z którym wywalczył amatorskie mistrzostwo stanu Quintana Roo, zdobywając gola w finale.
W 2019 roku Landero podpisał umowę z belizeńskim Verdes FC, gdzie szybko został czołowym zawodnikiem. Już w jesiennym sezonie 2019/2020 Opening zdobył z drużyną mistrzostwo Belize, a sam z 14 golami na koncie wywalczył tytuł króla strzelców ligi belizeńskiej oraz został nominowany do nagrody dla najlepszego piłkarza rozgrywek.